# Al-Aqrabiyah
Aqrabiyah (tiếng Ả Rập: العقربية, cũng đánh vần Akrabieh hoặc Aqrabieh; còn được gọi là al-Buwaydah al-Gharbiyah) là một ngôi làng ở miền trung Syria, một phần hành chính của Tỉnh Homs, nằm ở phía tây nam của Homs và ngay phía đông và phía bắc biên giới với Lebanon. Các địa phương lân cận bao gồm Zita al-Gharbiyah ở phía đông nam, trung tâm huyện al-Qusayr ở phía đông, Arjoun và al-Houz ở phía đông bắc và al-Naim ở phía bắc.
Theo Cục Thống kê Trung ương (CBS), Aqrabiyah có dân số 4.326 trong cuộc điều tra dân số năm 2004. Dân số chủ yếu là người Hồi giáo Shia và ngay lập tức được bao quanh bởi một số ngôi làng Hồi giáo Shia nhỏ hơn. Mặc dù ngôi làng nằm ở Syria, theo tờ báo Lebanon Daily Daily, cư dân của nó là người Lebanon. Một tờ báo khác của Lebanon, Al Akhbar, viết rằng 18% cư dân của ngôi làng là công dân Lebanon. Theo Trung tâm Tài liệu Syria, các cuộc đụng độ giữa phiến quân Quân đội Syria Tự do (FSA) và quân đội Syria đã diễn ra tại Aqrabiyah vào tháng 7 năm 2012 khi các chiến binh của FSA cố gắng xâm nhập Syria từ Liban.